# Львовский погром (1918)
Льво́вский погро́м (укр. Львівський погром, пол. Pogrom lwowski, ивр. הפוגרום בלבוב‎) — еврейский погром во Львове 22 ноября 1918 года, учинённый поляками в ходе польско-украинской войны после взятия города. В польско-украинском противостоянии галицийские евреи до этого момента сохраняли нейтралитет.
Погром сопровождался хаосом в городе, так как украинские войска отступили из Львова и на протяжении суток половина города никем не контролировалась. Было убито около 70 евреев, ещё 500 были ранены; всего пострадало около 7000 семей.